# Nacfa eritreo
Il Nacfa eritreo è la valuta corrente in Eritrea, il cui codice ISO 4217 è "ERN". È suddiviso in 100 cent (centesimi).
La moneta è stata introdotta l'8 novembre 1997 al posto del birr etiope (ETB), cambiato alla pari.
Per le monete precedenti vedi tallero e lira.

## Monete e banconote

### Monete
La monetazione è tutta in acciaio inossidabile. Ogni moneta ha una zigrinatura differente.
Si noti che la moneta da 1 nacfa prende comunque il nome di "100 cent".
- 1 cent
- 5 cent
- 10 cent
- 25 cent
- 50 cent
- 100 cent

### Banconote
- 1 Nacfa
- 5 Nacfa
- 10 Nacfa
- 20 Nacfa
- 50 Nacfa
- 100 Nacfa

Ci sono due emissioni di banconote datate 1997 e 2004.
Il nacfa ha un tasso fisso di cambio con il dollaro statunitense (1 USD = 15 ERN) dal 1º gennaio 2005.